# FA女子リーグカップ
女子リーグカップ（英語: Women's League Cup）はイングランドの女子サッカーのカップ戦。これ以前は、FAWSLカップとして知られていた。FA女子スーパーリーグが創設される前は、トップカテゴリーの女子クラブがFA女子プレミアリーグカップに出場していた。サブウェイが冠スポンサーの為、Subway Women's League Cupと呼ばれる。

## 歴代優勝チーム
カッコ内の数字は優勝回数
出典：The FA
| 年度    | 優勝チーム                 | スコア                    | 準優勝チーム           | 得点者 | 会場                                               |
| ------- | -------------------------- | ------------------------- | ---------------------- | --- | -------------------------------------------------- |
| 2011    | アーセナル (1)             | 4 – 1                     | バーミンガム・シティ   | | ピレリ・スタジアム 観客: 2,167                     |
| 2012    | アーセナル (2)             | 1 – 0                     | バーミンガム・シティ   | | アンダーヒル・スタジアム 観客: 2,535               |
| 2013    | アーセナル (3)             | 2 – 0                     | リンカーン             | エレン・ホワイト 76分、キム・リトル 86分                                                                                                 | ザ・ハイブ・スタジアム 観客: 3,421                 |
| 2014    | マンチェスター・シティ (1) | 1 – 0                     | アーセナル             | イジー・クリスチャンセン 73分 | アダムス・パーク 観客: 3,697                       |
| 2015    | アーセナル (4)             | 3 – 0                     | ノッツ・カウンティ     | ジョーダン・ノブス 26分, 41分、チオマ・ウボガグ 90+2分                                                                                   | ニューヨーク・スタジアム 観客: 5,028               |
| 2016    | マンチェスター・シティ (2) | 1 – 0 (延長)              | バーミンガム・シティ   | ルーシー・ブロンズ 105分 | アカデミー・スタジアム 観客: 4,214                 |
| 2017-18 | アーセナル (5)             | 1 – 0                     | マンチェスター・シティ | フィフィアネ・ミデマー 32分 | アダムス・パーク 観客: 2,136                       |
| 2018-19 | マンチェスター・シティ (3) | 0 – 0 (延長) (PK戦 4 – 2) | アーセナル             | | ブラモール・レーン 観客: 2,424                     |
| 2019-20 | チェルシー (1)             | 2 – 1                     | アーセナル             | チェルシー: ベサニー・イングランド 8分, 90+2分 · アーセナル: リア・ウィリアムソン 85分                                                   | シティ・グラウンド 観客: 6,743                     |
| 2020-21 | チェルシー (2)             | 6 – 0                     | ブリストル・アカデミー | サム・カー 2分, 10分, 48分、フラン・カービー 28分, 38分、グーロ・レイテン 54分                                                           | ヴィカレージ・ロード 無観客 (COVID-19パンデミック) |
| 2021-22 | マンチェスター・シティ (4) | 3 – 1                     | チェルシー             | マンチェスター・シティ: キャロライン・ウィアー 49分、エレン・ホワイト 58分 · チェルシー: サム・カー 34分                                 | プラウ・レーン 観客: 8,004                         |
| 2022-23 | アーセナル (6)             | 3 – 1                     | チェルシー             | アーセナル: スティナ・ブラクステニウス 16分、キム・リトル 24分 (pen.)、（ニアム・チャールズ） 45+5分 (o.g.) · チェルシー: サム・カー 2分 | セルハースト・パーク 観客: 19,010                  |
| 2023-24 | アーセナル (7)             | 1 – 0 (延長)              | チェルシー             | スティナ・ブラクステニウス 116分 | モリニュー・スタジアム 観客: 21,462                |
| 2024-25 | チェルシー (3)             | 2 – 1                     | マンチェスター・シティ | チェルシー: マイラ・ラミレス 8分、（長谷川唯） 77分 (o.g.) · マンチェスター・シティ: 藤野あおば 64分                                     | プライド・パーク・スタジアム 観客: 14,187          |